# Яш-Ну'н-Ахіін I
Яш-Ну'н-Ахіін I (Яш Нуун Ахіін I, Яш-Нун-Аїн I) (361 або 376 — бл. 404) — перший цар Мутуля з теотіуаканської династії. Правив з 379 до 404 року. Ім'я перекладається як «Перший зелений кайман».

## Життєпис
Син Хац'о'м-Куя, володаря Теотіуакана, та Іш-Унен-К'авііль, доньки Чак-Ток-Іч'аахка II, царя Мутуля. Після війни між Теотіуаканом та Мутулєм у 378 році й повалення ахава Чак-Ток-Іч'аахка II теотіуаканським військовиком Сіхйах-К'ахк'ом, відбувся шлюб між Іш-Унен-К'авііль та калоомте Теотіуакана Хац'о'м-Куя. Точна дата народження Яш-Ну'н-Ахіін I невідома. На стелі 31 з Тікаля у зв'язку з проведенням ювілейної церемонії в 396 році його названо «володарем на першому двадцятиріччі», тобто людиною, якій менше ніж 20 років за літочисленням мая. На цій підставі в науці затвердилася точка зору, що він народився вже після дати закінчення попереднього двадцятиріччя по Довгому рахунку 8.17.0.0.0, 1 Ахав 8 Ч'ен (21 жовтня 376 року) і на момент коронації йому не виповнилося ще й трьох років. Втім на стелі 4 з Тікаля збереглося інтервальне число, що пов'язує дату коронації Яш-Ну'н-Ахііна I з невідомим подією, що мале місце близько 361 року. На багатьох інших пам'ятниках такого типу інтервальне число зазвичай поєднує день коронації з днем народження, тому була висунута гіпотеза, що цей цар зійшов на престол у віці 18 років.
8.17.2.13.16, 4 Кіб 14 Кех (26 грудня 378 року) Яш-Ну'н-Ахіін вирушив з Теотіуакана до Йашмутуля, а його коронация відбулася 8.17.2.16.17, 5 Кабан 10 Яшк'ін (13 вересня 379 року). З цього моменту він став правити дідовим царством під опікою Сіхйах-К'ахк'а.
На встановлених за життя Яш-Ну'н-Ахііна I стелах 4 і 18 з Тікаля цей цар показаний в типовому теотіуаканському вбранні і виглядає справжнім чужинцем. Водночас розгорнув політику для зміцнення свого становища, поєднання двох культур. Він одружився з представницею маянської династії з царства І. Водночас до кінця життя визнавав зверхність Сіхйах-К'ахк'а, завдяки підтримці якого зумів посилити Мутульске царство.
За низкою відомостей, Яш-Ну'н-Ахіін I помер у день 8.18.8.1.2, 2 Ік '10 Сип (18 червня 404 року). Місцем його упокоєння стало розташоване під пірамідою «Храму XXXIV» «Поховання 10» — гробниця з надзвичайно багатим і різноманітним інвентарем. Тіло царя було покладено на дерев'яні ноші, оточені тілами не менше ніж 9 принесених в жертву юнаків. Підношення включали велике зібрання предметів: прикрас, поліхромного посуду, розписаної зображеннями мексиканських божеств і теотіуаканськими мотивами, статуеток богів і музичних інструментів, зроблених з панцирів черепах. Після його смерті розпочався розгардіяш й син Яш-Ну'н-Ахііна I — Сіхях-Чан-К'авііль II — зумів отримати влади лише у 411 році.